# Suzuki Solio
Der Suzuki Solio ist ein Minivan des japanischen Automobil- und Motorradherstellers Suzuki. Während in Europa der Suzuki Splash als Nachfolgemodell des Suzuki Wagon R+ gilt, löste der Solio den Wagon R+ in Japan ab. Der Mitsubishi Delica D:2 ist baugleich mit dem Solio.

## MA15S (2011–2015)
Die erste Generation des Solio wurde im Dezember 2010 vorgestellt und wurde in Japan ab Januar 2011 verkauft. Das Fahrzeug wird von einem 1,2-Liter-Ottomotor angetrieben und war gegen Aufpreis auch mit Allradantrieb erhältlich. Der Solio hat für die Fondpassagiere Schiebetüren.

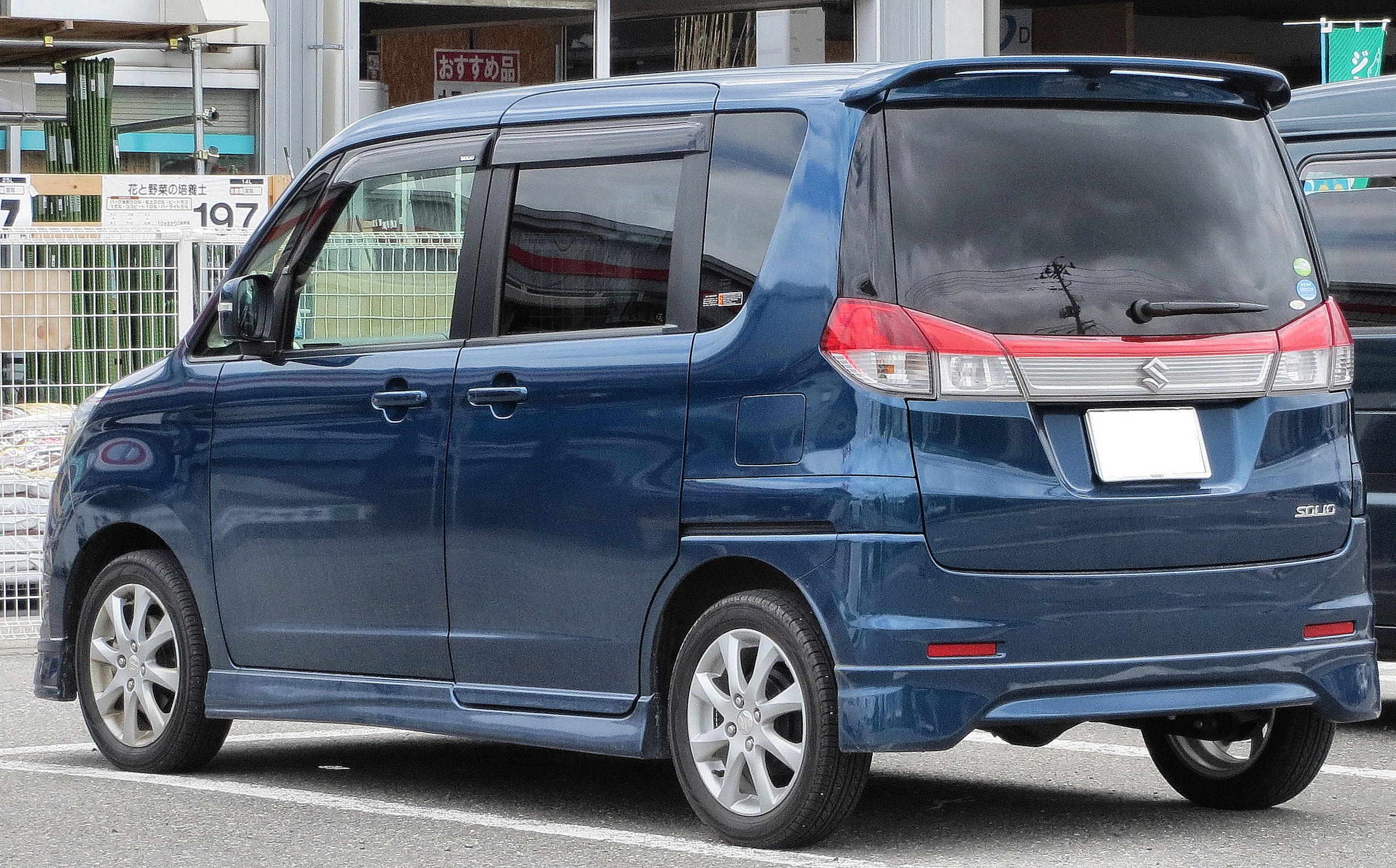
Heckansicht
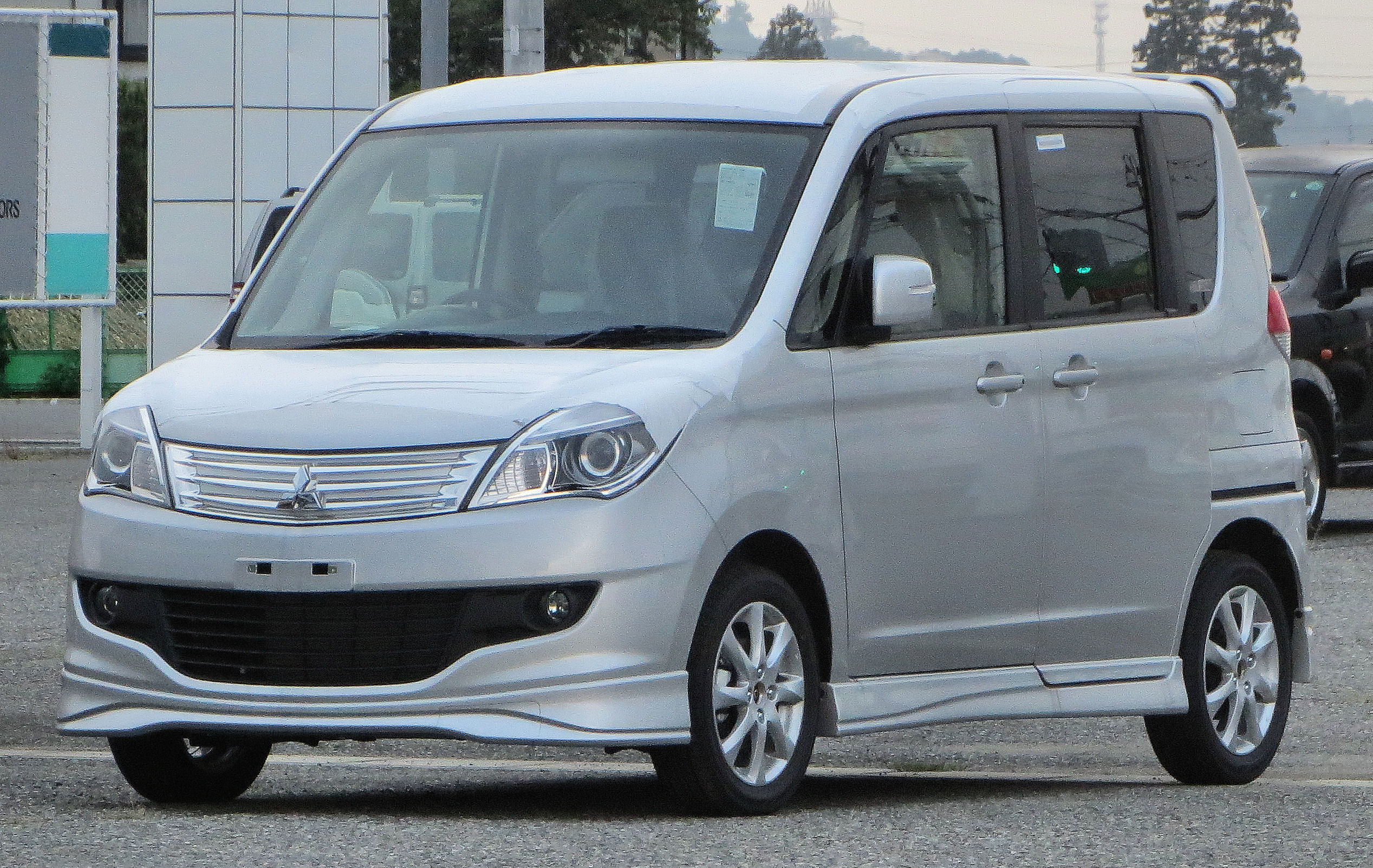
Mitsubishi Delica D:2

## MA26S/MA36S/MA46S (2015–2020)
Einen neuen Solio präsentierte Suzuki im August 2015. Neben einer Basisvariante war der hochwertiger ausgestattete Solio Bandit verfügbar. Die Baureihe wird wieder von einem 1,2-Liter-Ottomotor mit optionalem Allradantrieb angetrieben, der fortan aber als Mildhybrid ausgeführt ist. Dennoch ist der Wagen rund 100 kg leichter als das Vorgängermodell. Auch die zweite Generation hat hinten wieder Schiebetüren.

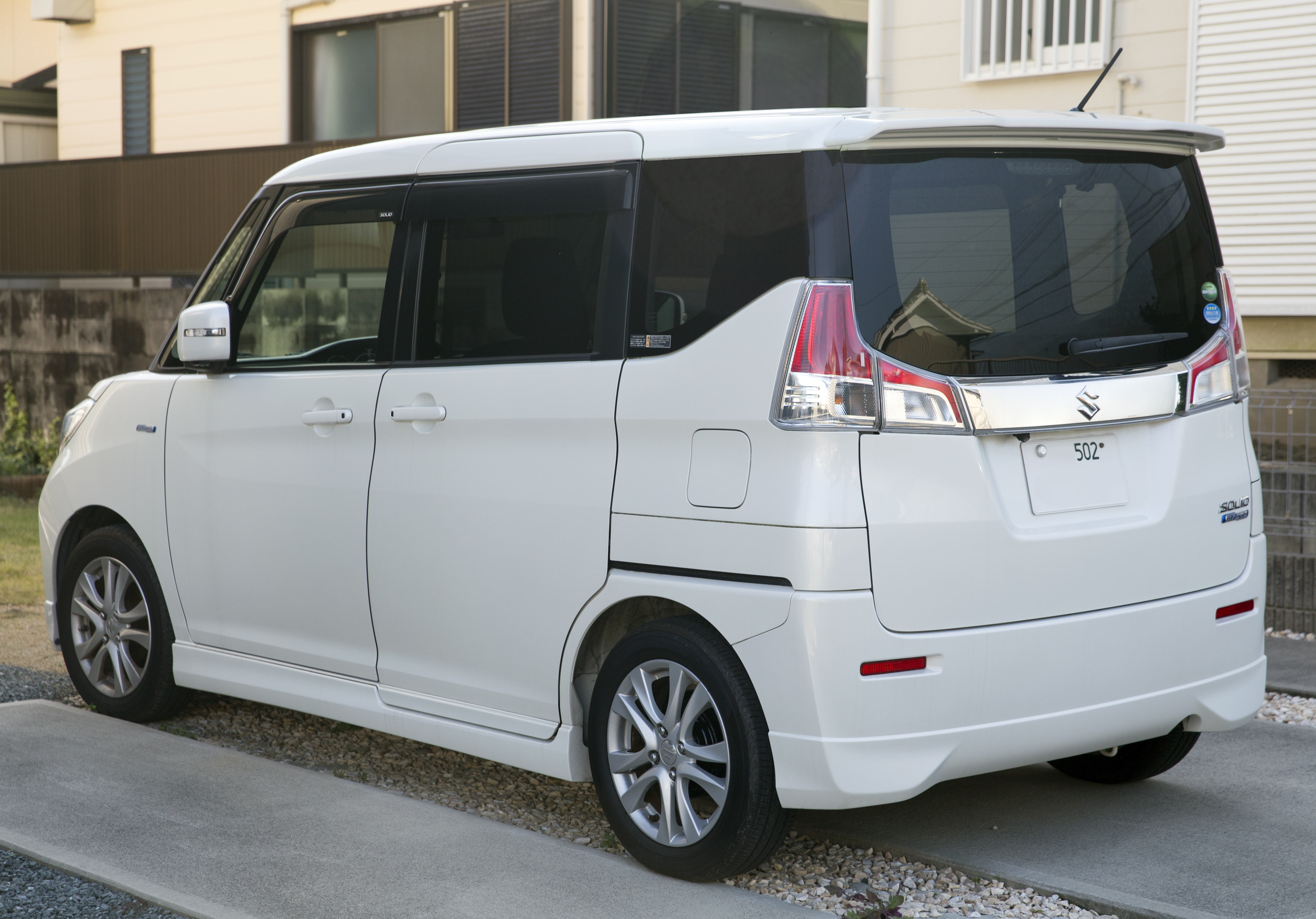
Heckansicht
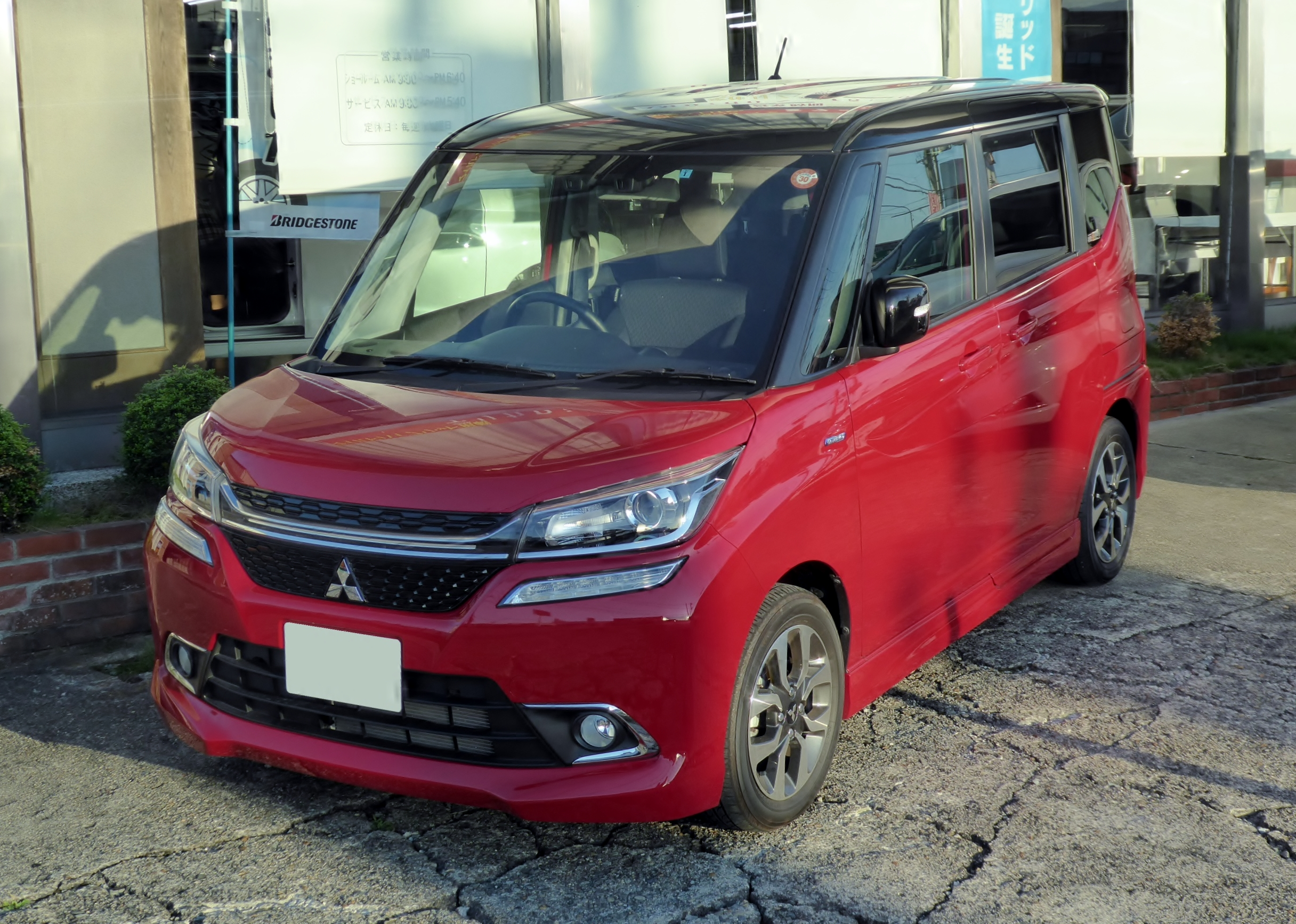
Mitsubishi Delica D:2

## MA27S/MA37S (seit 2020)
Die dritte Generation der Baureihe wurde im November 2020 vorgestellt. Auch er ist wieder als Bandit erhältlich. Den Antrieb übernimmt wieder ein als Mildhybrid ausgeführter 1,2-Liter-Ottomotor. Gegen Aufpreis ist Allradantrieb erhältlich.

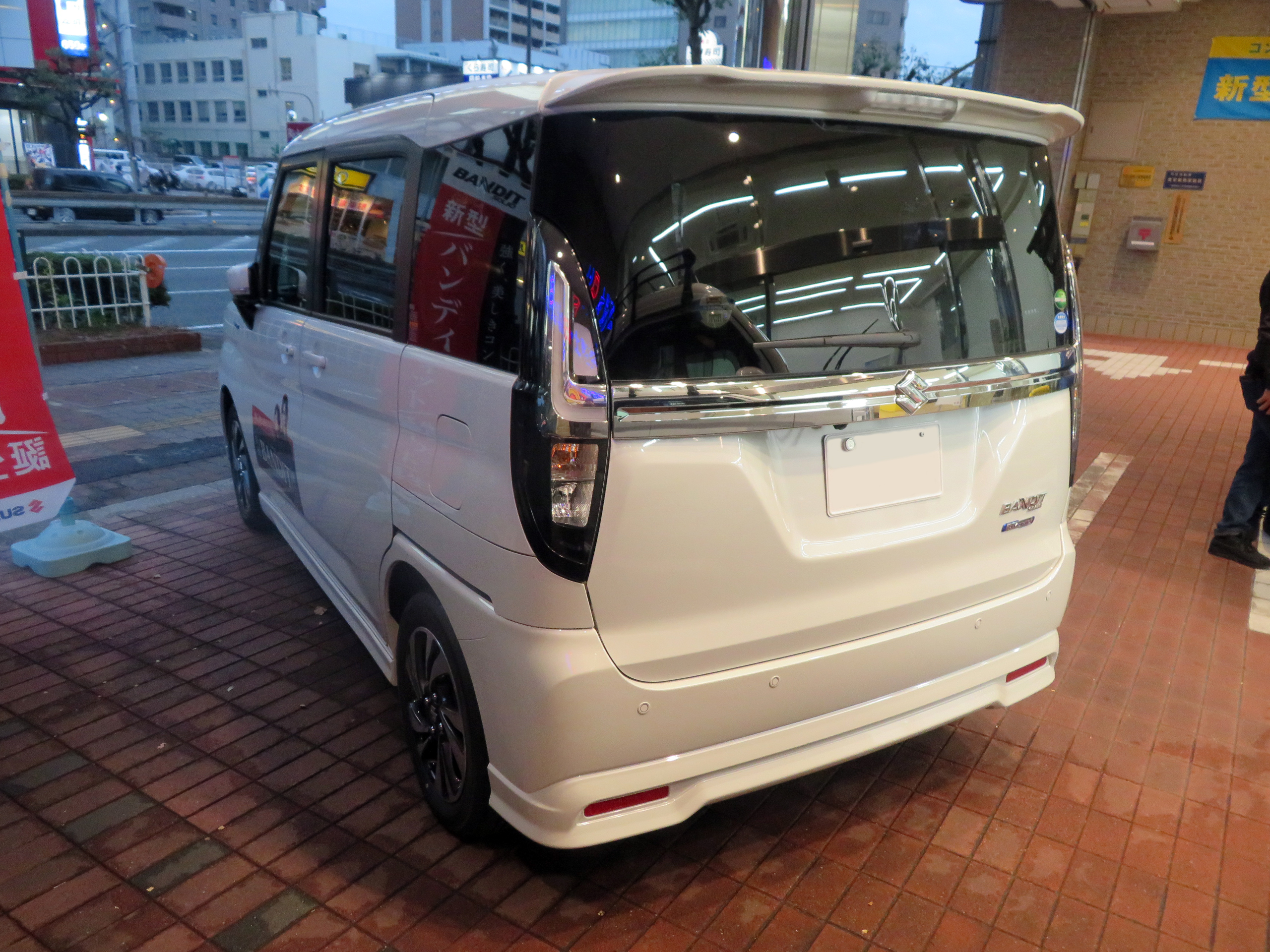
Heckansicht
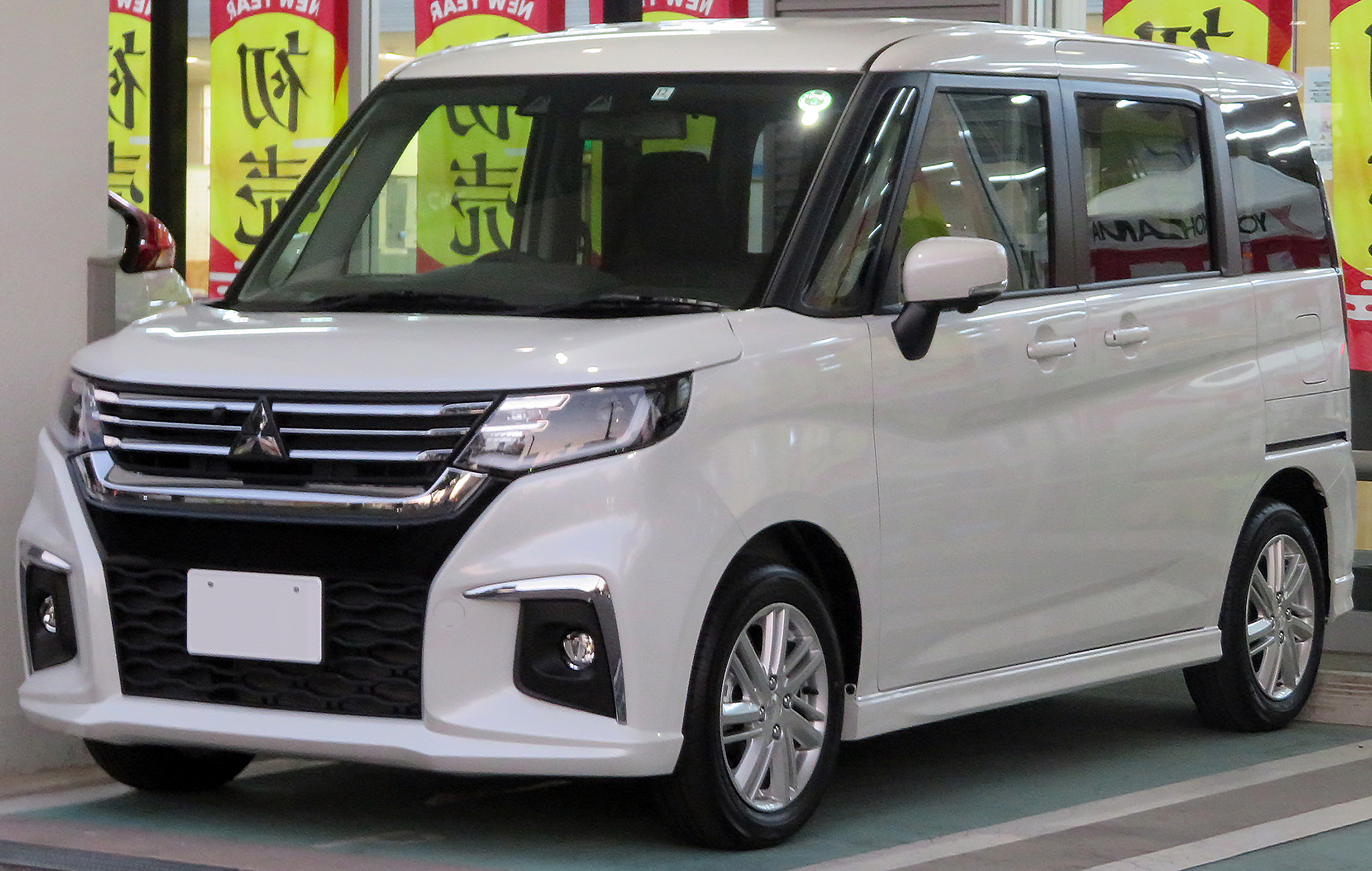
Mitsubishi Delica D:2